# Scotopteryx tangens
Scotopteryx tangens är en fjärilsart som beskrevs av Eugen Wehrli 1917. Scotopteryx tangens ingår i släktet backmätare, och familjen mätare. Inga underarter finns listade.